# Saša Drakulić
Saša Drakulić (en serbe cyrillique : Саша Дракулић) est un footballeur serbe né le 28 août 1972 à Vinkovci (Yougoslavie auj. Croatie).

## Palmarès
- Champion de Corée du Sud en 2002 et 2003 avec le Seongnam Ilhwa